# Kunlun (stacja antarktyczna)
Kunlun (chiń. 昆仑站, pinyin: Kūnlún Zhàn) – letnia stacja polarna należąca do Chin, położona na Antarktydzie. Jest to najwyżej położona stacja badawcza na tym kontynencie. Jej nazwa pochodzi od chińskich gór Kunlun.

## Położenie i warunki
Stacja znajduje się w głębi Antarktydy Wschodniej, na kopule lodowej nazywanej Dome A, na wysokości ponad 4000 m n.p.m., w najwyższej części lądolodu antarktycznego. Kopuła Dome A jest najzimniejszym obszarem na Ziemi, gdzie pomiary satelitarne wskazały temperatury poniżej −90 °C. Dzięki dużej wysokości i stabilności powietrza, miejsce to doskonale nadaje się do obserwacji astronomicznych.
Do stacji Kunlun można dostać się drogą lądową z oddalonej o 1280 km stacji Zhongshan, leżącej na wybrzeżu kontynentu, poprzez obóz Taishan; droga zajmuje dwa do trzech tygodni.

## Historia i działalność
Stacja Kunlun została założona w styczniu 2009 r. Prace prowadzone w niej obejmują tematycznie glacjologię, astronomię, geofizykę i badania atmosfery. Badacze planują wydobycie rdzeni lodowych długich nawet na 3000 m, zbadanie ukrytych pod lodowcem Gór Gamburcewa i badania geomagnetyczne.
W grudniu 2021 roku uruchomiono automatyczne stacje meteorologiczne przy bazach Kunlun i Taishan.
Do obserwacji astronomicznych używane są cztery automatyczne teleskopy CSTAR, przeznaczone do poszukiwania planet pozasłonecznych. Planowana jest instalacja większych teleskopów, szczególnie do obserwacji w zakresie podczerwieni, a także fal terahercowych. Aby te większe obserwatoria mogły rozpocząć pracę, stacja Kunlun będzie musiała zostać przekształcona w stację całoroczną.